# Códigos postales de Alemania

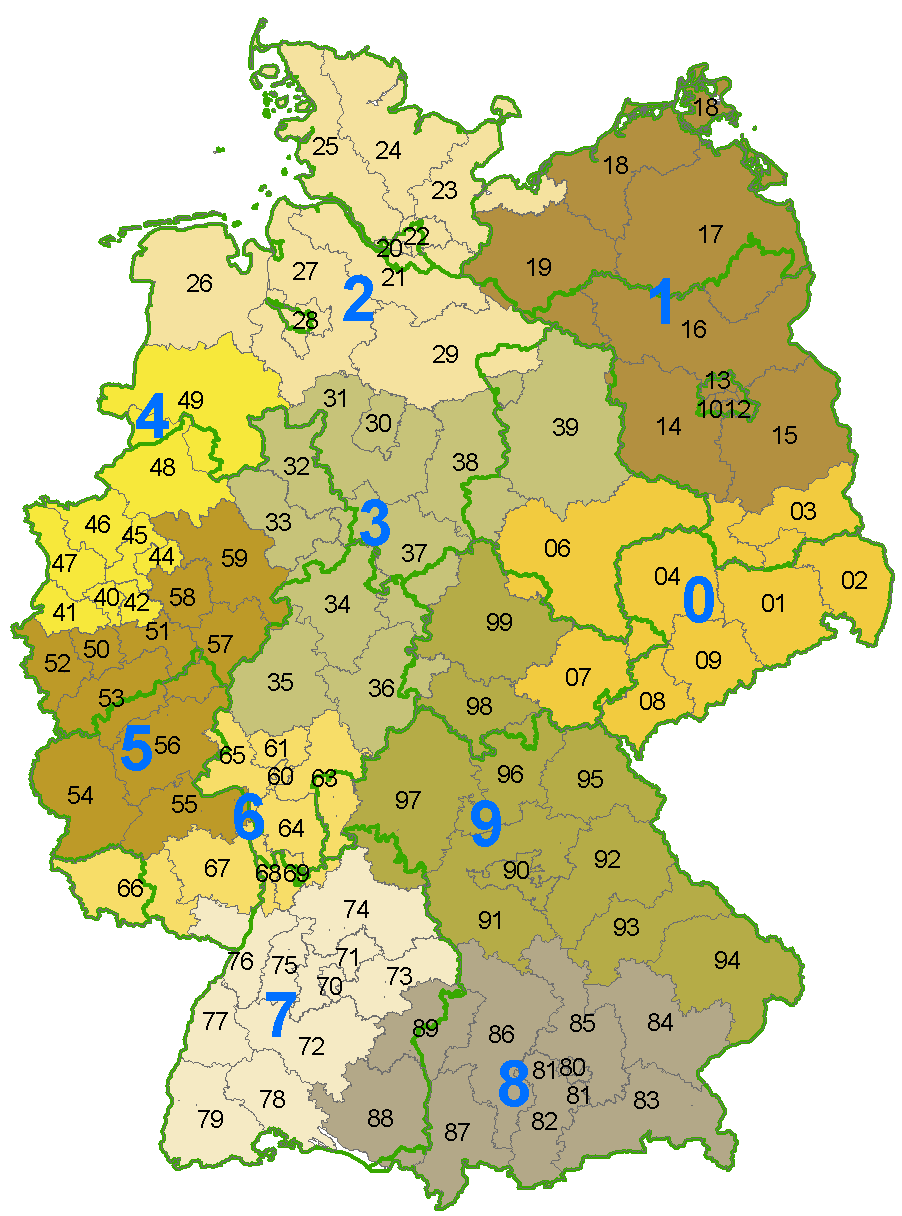
Mapa postal de Alemania formado por dos dígitos. Las líneas en verde representa las fronteras territoriales de los lander alemanes, los cuales no siempre coinciden con la zona postal.

El sistema del Código Postal en Alemania entró en vigor a partir del 25 de julio de 1941 (entonces: Alemania Nazi durante la II Guerra Mundial) mediante el modo de dos dígitos aplicado al principio para el servicio postal y posteriormente para entregas de correos. Este sistema fue reemplazado por otro de cuatro dígitos a partir de 1962 en la Alemania Federal y tres años después por la Alemania Democrática con su propio funcionamiento. Ante una posible reunificación de las dos Alemanias, la RFA implantó un código adicional para el país del este y viceversa. Mientras la RFA omitía todos los códigos que empezaran por 1 (menos el 1000 de Berlín Oeste) y el 9, la RDA utilizó el sistema del 1 al 9 para su vecino occidental.
Desde 1993 hasta hoy, el formato postal de Alemania (ya como país unido) consiste de cinco dígitos. Entre 1990 y 1993, se seguía usando el formato de cuatro números con el prefijo "W" (Westen: Oeste) y "O" (Ost: Este). No obstante, el sistema occidental ha seguido en funcionamiento para la zona oriental en casos específicos a pesar de la reunificación hasta que se decidió cambiar la numeración postal que en el caso de las grandes ciudades se dividirían en áreas postales (el antiguo sistema quedó obsoleto) por lo que las compañías de reparto recibían demasiadas entregas postales mediante un código privado asignado. Con esta función nadie asociaría el tamaño de las localidades por el número de ceros (por ejemplo 2000 para Hamburgo u 8000 para Múnich).
Las oficinas de correos están organizadas por diferentes consignas. En cada cual, es un código postal diferente.
El sistema de 1993 está dividido en zonas geográficas, la primera (Postleitzonen: Zona postal) y la segunda (Postalregion: Región postal), por ejemplo: la zona 1 abarca el nordeste de Alemania salvo Berlín (cuyo CP es el 10).

## Códigos postales por región
| Leitzone | Área (km²) | Población  | Región postal | Ciudades principales                                                                  |
| -------- | ---------- | ---------- | --- | ------------------------------------------------------------------------------------- |
| 0        | 37,187.8   | 6,819,607  | Sajonia Partes sureñas de Sajonia-Anhalt y de Brandenburgo Parte oriental de Turingia                                     | Dresde Leipzig Halle Chemnitz Cottbus Jena                                            |
| 1        | 47,642.4   | 7,034,541  | Berlín Mayor parte de Brandenburgo y Mecklemburgo-Pomerania Occidental Pequeña parte de Baja Sajonia Sajonia-Anhalt       | Berlín Potsdam Frankfurt del Oder Rostock Schwerin                                    |
| 2        | 44,207.4   | 8,691,409  | Hamburgo Schleswig-Holstein Parte septentrional de Baja Sajonia Bremen Pequeña parte de Mecklemburgo-Pomerania Occidental | Hamburgo Lübeck Kiel Bremen Bremerhaven Oldenburg                                     |
| 3        | 45,488.1   | 9,012,212  | Parte sureña de Baja Sajonia Parte oriental de Westfalia Parte septentrional de Hesse Turingia Sajonia-Anhalt             | Hanover Bielefeld Kassel Fulda Gießen Gotinga Braunschweig Magdeburgo                 |
| 4        | 20,212.3   | 10,331,535 | Parte noroeste de Renania del Norte-Westfalia Parte suroeste de Baja Sajonia                                              | Düsseldorf Dortmund Essen Duisburgo Münster Osnabrück                                 |
| 5        | 28,834.5   | 9,233,815  | Parte suroeste de Renania del Norte-Westfalia Renania-Palatinado Pequeña parte de Hesse                                   | Colonia Bonn Aquisgrán Mainz Coblenza Tréveris                                        |
| 6        | 17,247.9   | 7,540,503  | Parte surenña de Renania-Palatinado Sarre Pequeña parte de Baviera Baden-Württemberg                                      | Fráncfort del Meno Wiesbaden Darmstadt Saarbrücken Heidelberg Mannheim, Aschaffenburg |
| 7        | 27,864.2   | 8,715,898  | Mayor parte de Baden-Württemberg Pequeña parte de Renania Palatinado                                                      | Stuttgart Tübingen Friburgo Konstanz Baden-Baden                                      |
| 8        | 36,427.2   | 7,675,001  | Parte sureña de Baviera Parte sureste de Baden-Württemberg                                                                | Múnich Rosenheim Augsburg Ulm Ingolstadt                                              |
| 9        | 47,803.7   | 7,163,416  | Parte septentrional de Baviera Mayor parte de Turingia Pequeña parte de Baden-Württemberg                                 | Núremberg Würzburg Erfurt Weimar Eisenach Bamberg Bayreuth                            |